# Illa de la Torre
|  | No s'ha de confondre amb Illa de sa Torreta. |

L'Illa de la Torre (popularment Illa de sa Torre) és un illot del litoral mallorquí situat davant Cala Xinxell i Bendinat, al municipi de Calvià, i que forma part del conjunt d'illots que pren el nom d'Illetes. Té una extensió de 41.250 m2, un perímetre de 1.200 m i una cota màxima de 12 m.
Compta amb una torre de defensa, la Torre d'Illetes, la qual s'integrava en el sistema de vigilància i defensa de la costa de Mallorca. Data del segle xvi i ha estat restaurada recentment (2018-2019).